# جک باسفورد
جک باسفورد (انگلیسی: Jack Basford؛ ۲۴ ژوئیه ۱۹۲۵ – ۱۴ مارس ۱۹۹۸) بازیکن فوتبال اهل بریتانیا بود.
از باشگاه‌هایی که در آن بازی کرده‌است می‌توان به باشگاه فوتبال ولورهمپتون واندررز، باشگاه فوتبال کرو آلکساندرا، و باشگاه فوتبال گیلفورد سیتی اشاره کرد.